# مسجد آقا سید کاظم
مسجدآقا سید کاظم مربوط به دوره قاجار است و در قزوین، خیابان سعدی، ابتدای کوی زعفرانیه واقع شده و این اثر در تاریخ ۱۱ مرداد ۱۳۸۴ با شمارهٔ ثبت ۱۲۶۱۰ به‌عنوان یکی از آثار ملی ایران به ثبت رسیده است.